# Saramaba
Saramaba is een bestuurslaag in het regentschap Aceh Utara van de provincie Atjeh, Indonesië. Saramaba telt 72 inwoners (volkstelling 2010).